# 오복점

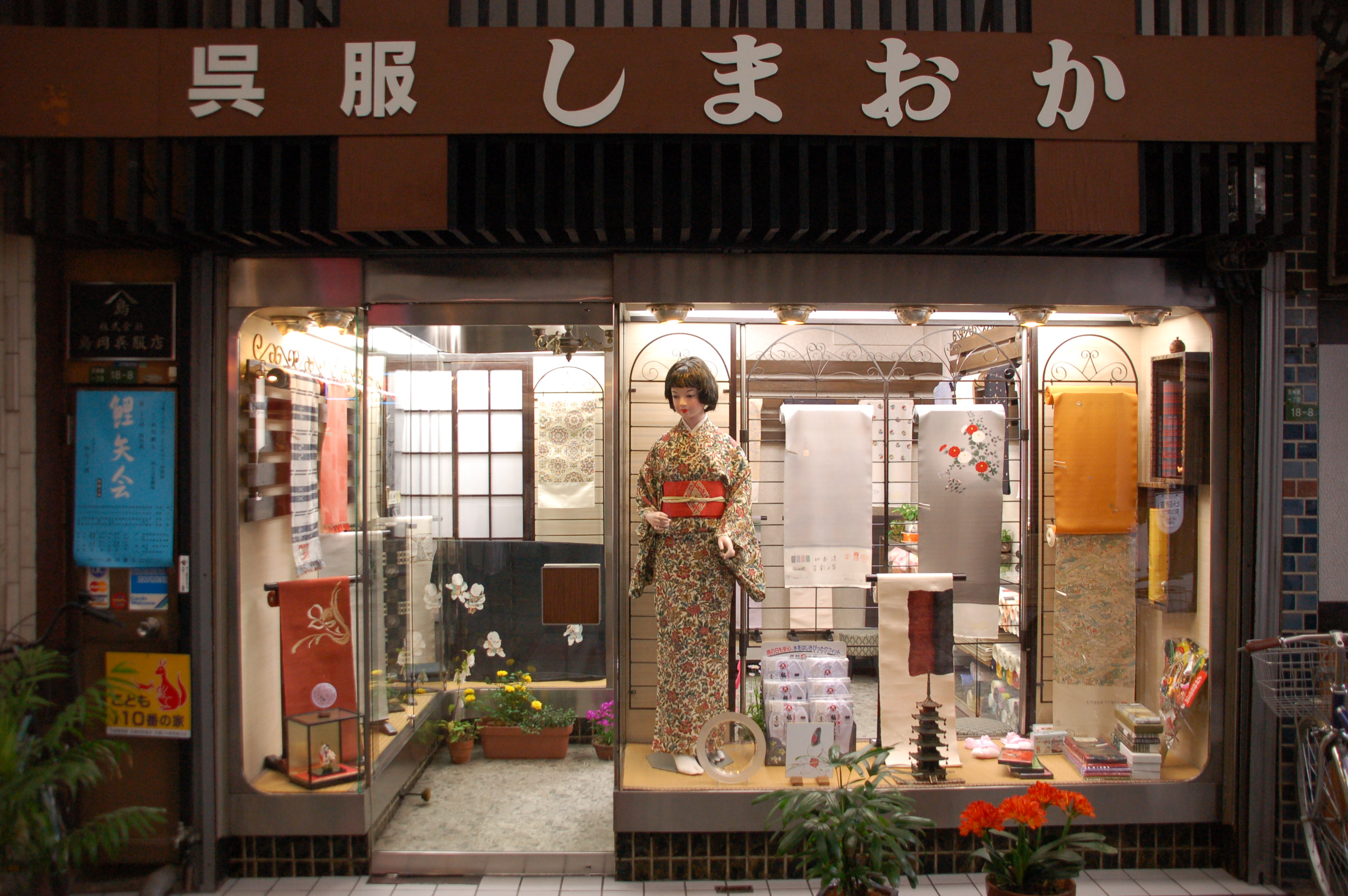

오복점(일본어: 呉服店 고후쿠텐[*]) 또는 오복상(일본어: 呉服商 ごふくしょう, 고후쿠쇼우[*])은 일본에서 "오복"(呉服, 고후쿠)이라고 일컬어지는 기모노 판매에 관한 상업사업자, 상인을 말한다. 역사적으로는 에도시대부터 시작되어 메이지 시대 이후에 근대적인 일본식 백화점의 발달의 기초가 되었다.